# Cadillac XTS
La Cadillac XTS (acronimo di X-Series Touring Sedan) è un'autovettura prodotta dalla casa automobilistica statunitense Cadillac dal maggio 2012 fino ad ottobre 2019.

## Descrizione

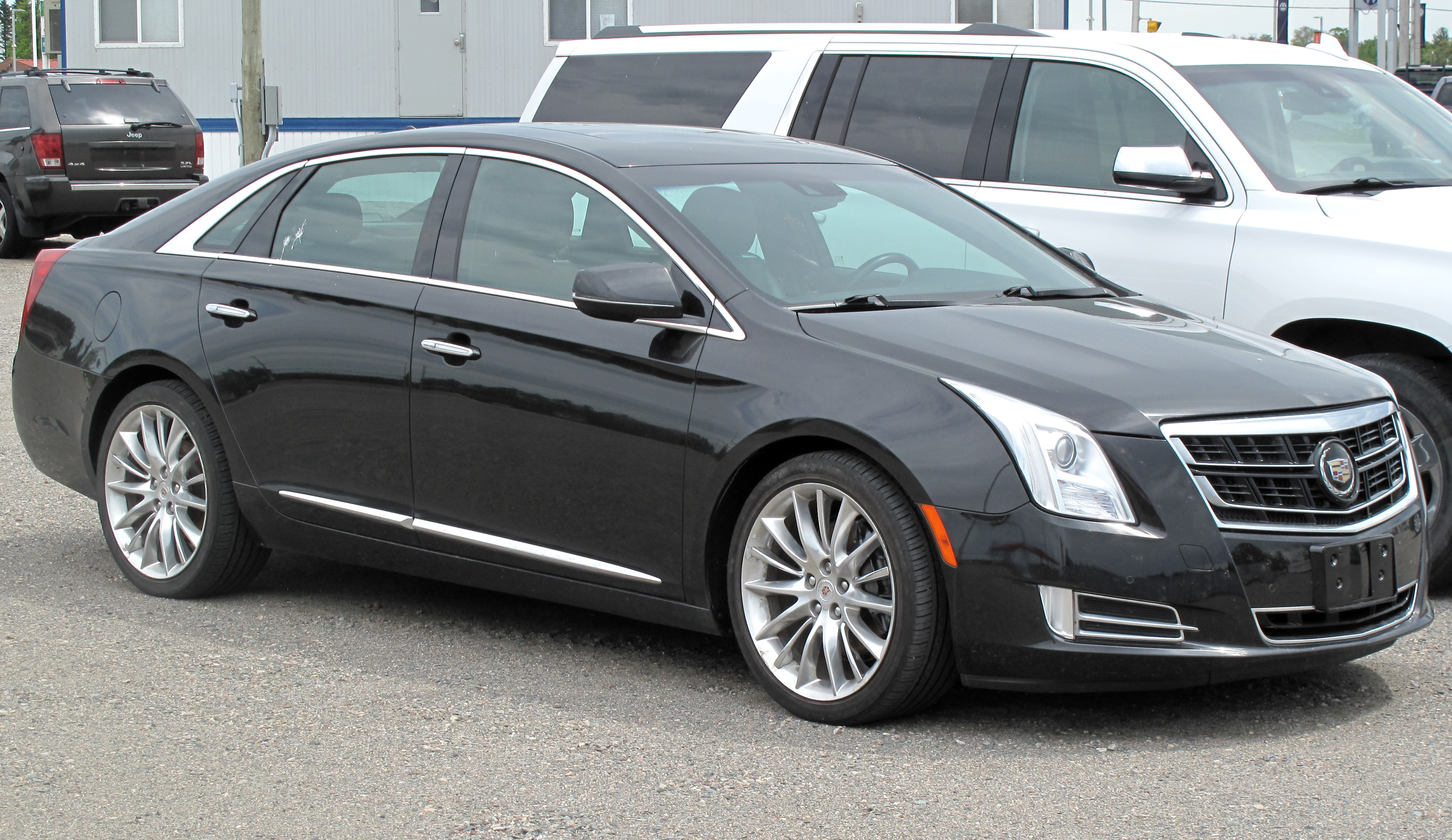
XTS V-Sport

Basata su una versione allungata della piattaforma Epsilon II, l'XTS ha sostituito sia la Cadillac STS che la DTS, ed è più piccola della DTS ma più grande della STS. Il modello di serie è stato presentato per la prima volta al LA Auto Show nel 2011,con il lancio sul mercato avvenuto a metà del 2012. La produzione è iniziata nel maggio 2012 presso lo stabilimento di Oshawa. L'XTS è disponibile sia con trazione anteriore che con trazione integrale. Per il mercato cinese la vettura è stata assemblata a Shanghai. 
La Cadillac XTS è stata venduta negli Stati Uniti, in Canada, Messico, Cina e Medio Oriente (eccetto Israele).
Le motorizzazioni comprendono: un 3,6 litri V6 aspirato con 304 CV (227 kW) e 358 Nm oppure sovralimentato con doppio turbocompressore disponibile solo sull'allestimento l'XTS V-Sport da 410 CV (306 kW) e 500 Nm e un 2.0 turbo a quattro cilindri in linea disponibile solo per il mercato cinese.

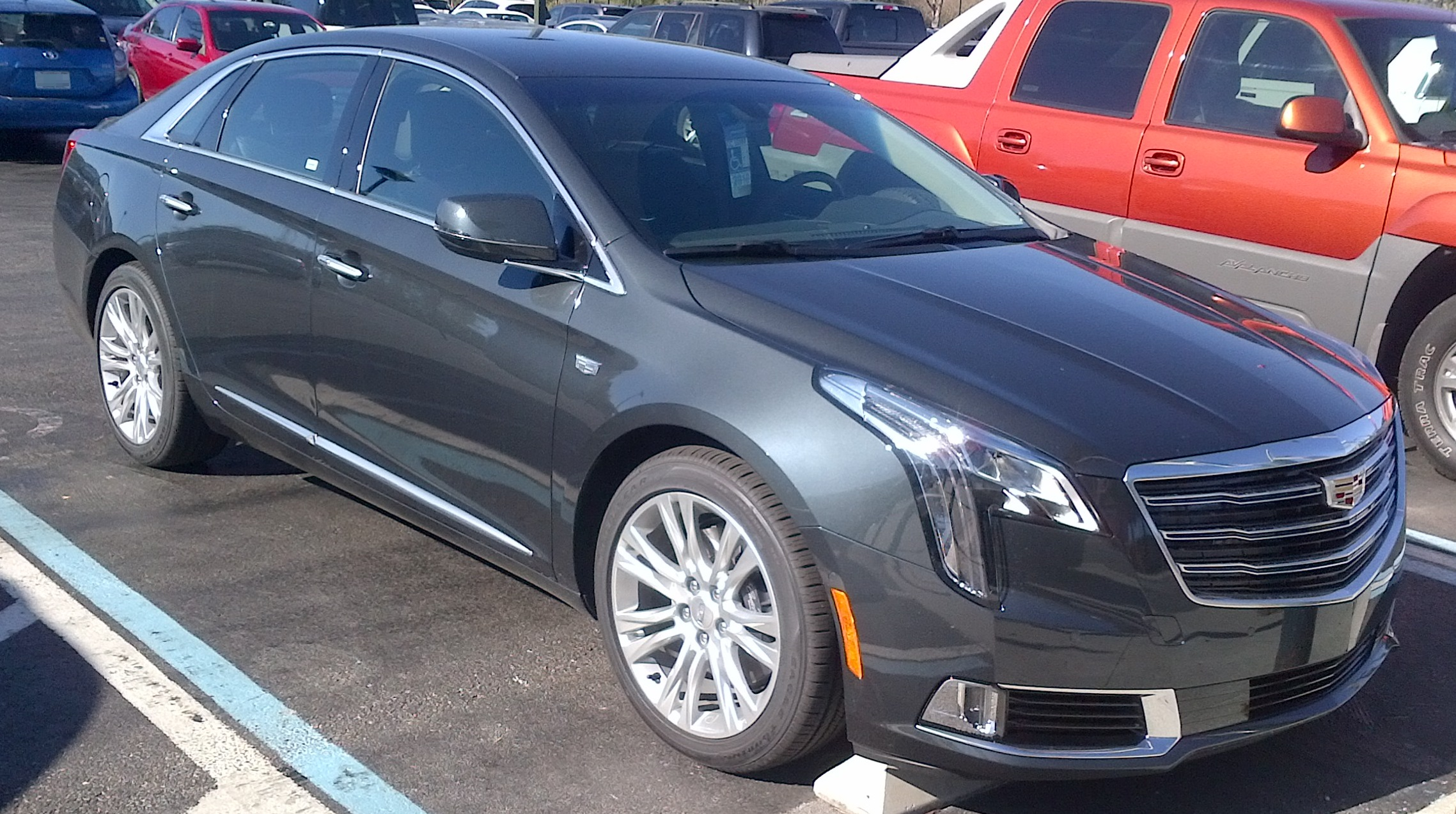
Restyling della XTS

### Restyling 2017
Nel 2017 l'XTS ha ricevuto un aggiornamento di metà carriera, che ha introdotto nuovo stile e disegno sia della parte anteriore che posteriore, con nuovi paraurti, fari e mascherina anteriore.

## XTS Platinum
Dopo aver presentato in anteprima il veicolo ai giornalisti e alla stampa automobilistica l'11 agosto 2009, General Motors ha esposto una concept chiamata XTS Platinum al North American International Auto Show del 2010. Il concept ha la trazione integrale ed era alimentato da un motore da 3,6 litri con sistema ibrido plug-in V6 per una potenzialità Total di 350 CV (260 kW). Il suo interno è stato realizzato attraverso l'utilizzo di materiali tagliati e cuciti a mano e utilizza strumentazione e comandi con display OLED al posto dei tradizionali indicatori e schermi.